# Міжштатна автомагістраль 80
Міжштатна автомагістраль 80 (Interstate 80, I-80) — трансконтинентальна автомагістраль зі сходу на захід, яка перетинає Сполучені Штати від центру міста Сан-Франциско, штат Каліфорнія, до Тінека, штат Нью-Джерсі, у столичному районі Нью-Йорка. Шосе було визначено в 1956 році як один із початкових маршрутів Міжштатної системи автомагістралей, її остання ділянка була відкрита в 1986 році. Друге за довжиною міжштатне шосе в Сполучених Штатах після I-90, воно проходить через багато великих міст, включаючи Окленд, Сакраменто, Ріно, Солт-Лейк-Сіті, Омаху, Де-Мойн і Толедо, і повз в межах 10 миль (16 км) від Чикаго, Клівленда та Нью-Йорка.
I-80 — це міжштатне шосе, яке найбільше наближається до історичного маршруту Шосе Лінкольна, першої дороги через Сполучені Штати. Шосе приблизно прокладає інші історично важливі туристичні маршрути на заході Сполучених Штатів: Орегонський шлях через Вайомінг і Небраску, Каліфорнійський шлях через більшу частину Невади та Каліфорнії, перший трансконтинентальний авіапоштовий маршрут і маршрут першої трансконтинентальної залізниці, за винятком поблизу Великого Солоного озера. Від Чикаго на схід до Янгстауна, штат Огайо, I-80 є платною дорогою, що містить більшу частину платної дороги Індіани та магістралі Огайо. I-80 проходить одночасно з I-90 від Портеджа, штат Індіана, до Елірії, штат Огайо. У Пенсильванії I-80 відома як Keystone Shortway, безкоштовна автомагістраль, яка перетинає сільську північно-центральну частину штату на шляху до Нью-Джерсі та Нью-Йорка.

## Історія
I-80 було включено до початкового плану міжштатної системи автомагістралей, затвердженого в 1956 році. Шосе було побудовано сегментами, а остання частина I-80 була завершена в 1986 році на західній околиці Солт-Лейк-Сіті. Цю частину випадково присвятили 30-річчю Міждержавної системи автомобільних доріг, що було відзначено на освяченні та вважалося віхою в історії будівництва автомобільних доріг у Сполучених Штатах. Під час освячення також було зазначено, що це лише 50 миль (80 км) на південь від вершини Промонторі, де було завершено будівництво ще однієї трансконтинентальної артерії — золотого шпиля першої трансконтинентальної залізниці в США.